# Paradacerla downesi
Paradacerla downesi är en insektsart som först beskrevs av Knight 1927.  Paradacerla downesi ingår i släktet Paradacerla och familjen ängsskinnbaggar. Inga underarter finns listade i Catalogue of Life.